# Raven (Band)
Raven ist eine britische Heavy-Metal-Band aus Newcastle, welche seit 1984 in New York ansässig ist. Sie wird der New Wave of British Heavy Metal zugeordnet.

## Geschichte
Die Band wurde 1974 in Newcastle von den Brüdern John (Gesang, E-Bass) und Mark Gallagher (E-Gitarre) gegründet. Bis ins Jahr 1979 blieb die Band mit stetig wechselnden Schlagzeugern (u. a. Sean Taylor von Satan und Blitzkrieg) tätig, wenngleich auch kommerziell zunächst eher erfolglos. Dann stieß Rob "Wacko" Hunter zur Band und man begann ernsthaft an neuem Material zu feilen, das 1981 als Rock Until You Drop veröffentlicht wurde. Das Debüt der Band, welches immerhin Position 63 der UK-Charts erreichte, erschien bei dem Underground-Label Neat Records, damals eine der wichtigsten Plattenfirmen der New Wave of British Heavy Metal. Nach den Folgealben Wiped Out und All for One (veröffentlicht bereits über das neue Label Megaforce Records aus New York) tourte die Band erstmals durch die USA. Dabei wurde sie von den damals noch weitgehend unbekannten Bands Metallica, deren LP Kill ’Em All auf der Tournee mit Raven promotet wurde, und Anthrax unterstützt, welche ebenfalls beide bei Megaforce Records unter Vertrag standen. Auf dieser Tour wurde auch das erste Live-Album der Bandgeschichte Live at the Inferno mitgeschnitten. Kurze Zeit später wechselte die Band zum Major-Label Atlantic Records. Die folgenden Alben Stay Hard (inklusive der Hit-Single On and On) und The Pack Is Back wiesen allerdings eine deutliche Annäherung an den Mainstreamsound der 80er-Jahre auf. Nach dem 87er Longplayer Life's a Bitch verließ Rob "Wacko" Hunter aus familiären Gründen die Band. Seinen Platz nahm der ehemalige Pentagram-Schlagzeuger Joe Hasselvander ein.
Diese Besetzung sollte letztendlich bis ins Jahr 2017 unverändert bleiben. Ohne an ihre früheren Erfolge anknüpfen zu können, veröffentlichte die Band bis 2001 noch acht Alben und ein Live-Album. Im Jahre 2001 erlitt Mark Gallagher nach einem Unfall beim Hochziehen einer Hauswand auf seinem Anwesen schwerste Verletzungen, als diese umstürzte und ihn unter sich begrub. Seine Genesung nahm mehrere Jahre in Anspruch, sodass Mark erst wieder im Frühjahr 2006 vollwertig zur Verfügung stand. Die Band begab sich dann kurze Zeit später ins Studio, um an einem weiteren Studioalbum zu arbeiten.
Zuletzt verließ der langjährige Schlagzeuger der Band, Joe Hasselvander (Mitglied seit 1988), die Band aus gesundheitlichen Gründen. Hauptursache hierfür war ein im Mai 2017 erlittener Herzinfarkt. Seinen Platz für die zu der Zeit kurzfristig anstehenden Shows der U.S. Tour nahmen mehrere Drummer aushilfsweise ein. So spielte den Großteil der U.S. Tour der ehemalige Fear-Factory- und Malignancy-Schlagzeuger Mike Heller. Die Shows der 2017er Europatournee wurden von Dave Chedrick (Kill Manic) bestritten. 2018 absolvierte die Band eine ausgedehnte Tour durch Europa, bei der sie, neben vereinzelt eigenen Headlinershows, hauptsächlich im Vorprogramm von Saxon und Y&T, sowie auch als Support von Dirkschneider auftrat. 2019 veröffentlichte die Band das Live-Album Screaming Murder Death from Above: Live in Aalborg; ein neues Studio-Album ist in Vorbereitung.
Ob und wann Joe Hasselvander wieder zur Band zurückkehren wird, ist derzeit nicht bekannt. Aktueller Drummer von Raven ist Mike Heller.

## Diskografie
- 1981 – Rock Until You Drop
- 1982 – Wiped Out
- 1983 – All for One
- 1984 – Live at the Inferno (Live)
- 1985 – Stay Hard
- 1986 – The Pack Is Back
- 1986 – Mad
- 1987 – Life's a Bitch
- 1989 – Nothing Exceeds Like Excess
- 1991 – Architect of Fear
- 1995 – Glow
- 1996 – Destroy All Monster
- 1997 – Everything Louder
- 1999 – Raw Tracks(inedits)
- 2000 – One for All
- 2002 – All Systems Go! - The Neat Anthology (Kompilation)
- 2009 – Walk Through Fire
- 2015 – ExtermiNation
- 2020 –  Metal City
- 2022 -  Leave 'Em Bleeding
- 2023 -  All Hell's Breaking Loose